# Nevrorthus fallax
Nevrorthus fallax är en insektsart som först beskrevs av Jules Pièrre Rambur 1842.  Nevrorthus fallax ingår i släktet Nevrorthus och familjen Nevrorthidae. Inga underarter finns listade i Catalogue of Life.